# Lamberto
Lamberto ist ein männlicher Vorname, die italienische Form von Lambert.

## Namensträger
- Lamberto Antonelli (* 1921), italienischer Journalist und Autor
- Lamberto Baldi (1895–1979), italienischer Dirigent und Komponist
- Lamberto Bartolucci (1924–2020), italienischer General
- Lamberto Bava (* 1944), italienischer Regisseur, Drehbuchautor und Filmproduzent
- Lamberto Benvenuti, italienischer Filmregisseur
- Lamberto Cesari (1910–1990), italienisch-US-amerikanischer Mathematiker
- Lamberto Dalla Costa (1920–1982), italienischer Bobfahrer und Olympiasieger
- Lamberto Dini (* 1931), italienischer Politiker
- Lamberto Donati (1890–1982), italienischer Buchwissenschaftler und Bibliothekar
- Lamberto Gardelli (1915–1998), italienischer Dirigent
- Lamberto Lambertini (* 1946), italienischer Theaterschaffender und Filmregisseur
- Lamberto Leoni (* 1953), italienischer Automobil- und Motorbootrennfahrer
- Lamberto Loria (1855–1913), italienischer Ethnograph und Naturforscher
- Lamberto Maggiorani (1909–1983), italienischer Schauspieler
- Lamberto H. Obregón Serrano (* 1900), mexikanischer Botschafter
- Lamberto Scannabecchi (um 1060–1130), Papst, siehe Honorius II. (Papst)
- Lamberto Tassinari (* 1945), italienischer Autor und Herausgeber
- Lamberto Zannier (* 1954), italienischer Diplomat